# Espitaque
Espitaque (em armênio: Սպիտակ; romaniz.: Spitak) é uma cidade da província de Lorri, na Armênia. Segundo o censo de 2011, havia 12 881 habitantes.